# 카운터포스 (1998년 영화)
《카운터포스》(Renegade Force)는 미국에서 제작된 마틴 쿠네르트 감독의 1998년 액션, 스릴러 영화이다. 마이클 루커 등이 주연으로 출연하였고 앨런 쉐크터 등이 제작에 참여하였다.

## 출연

### 주연
- 마이클 루커
- 로버트 패트릭

### 조연
- 다이안 디라쉬오
- 루이스 맨다이어
- 제임스 키식키
- 다넬 서틀스
- 찰스 브라운
- 제프 브랜차드
- 버트 마티아스
- 마리아  비코티스-베이
- 존 솔라리
- 파올로 마스트로피에트로
- 샘 니코테로
- 켄 스트렁크
- 윌리엄 힐
- 윌리엄 존슨
- 리처드 E. 버틀러

## 기타
- 배역: 카렌 필스
- 배역: 딘 E. 프롱크
- 배역: 도날드 폴 펨릭